# Chvrches
Chvrches (ausgesprochen wie „churches“ (engl. Kirchen) und stilisiert als CHVRCHΞS) ist eine 2011 gegründete schottische Elektropop-Band aus Glasgow. Sie besteht aus Sängerin Lauren Mayberry (* 1987), Iain Cook (* 1974) und Martin Doherty (* 1982).

## Geschichte

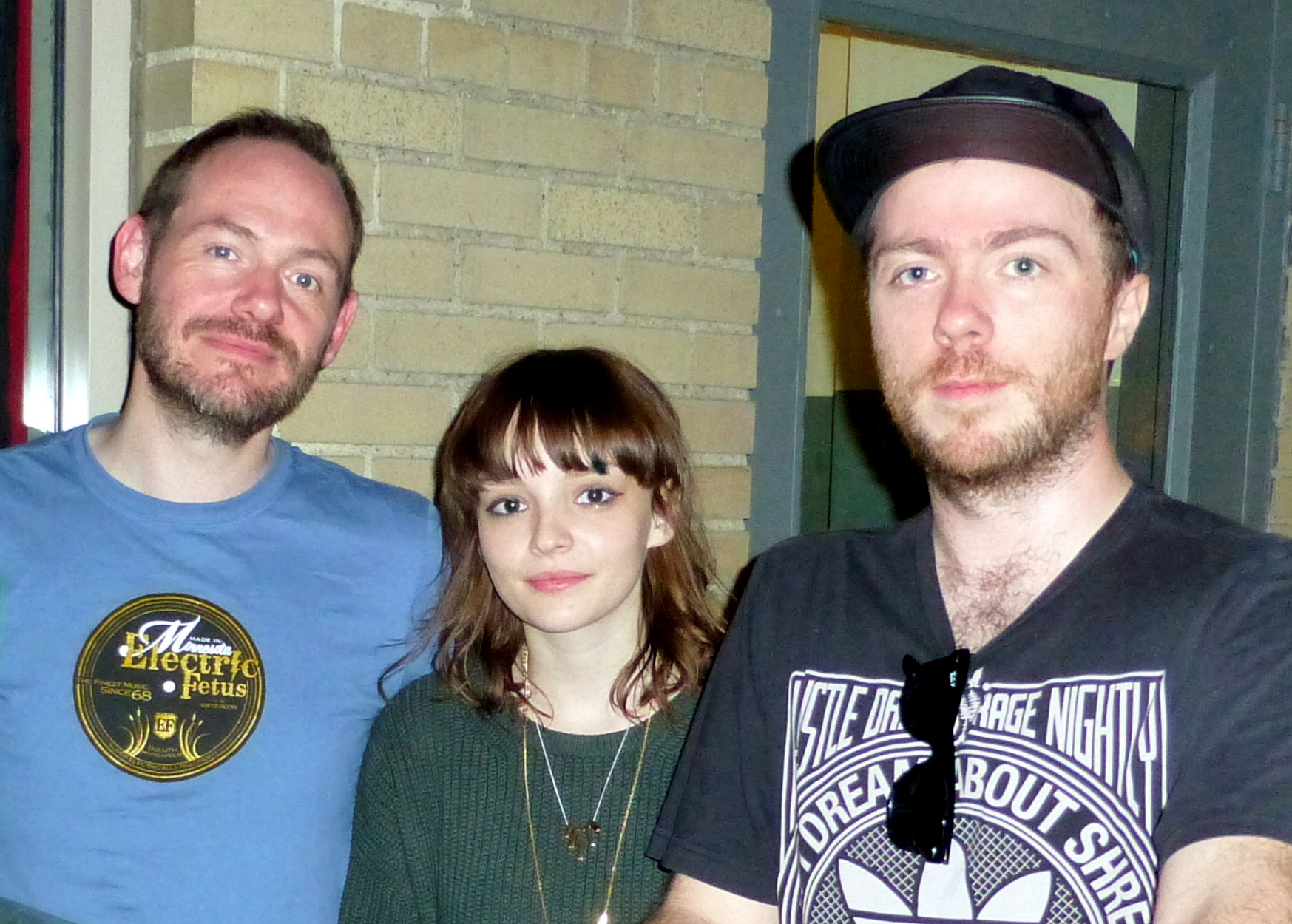
Iain Cook, Lauren Mayberry, Martin Doherty (2014)

Vor Chvrches war Iain Cook ein Mitglied der Gruppen Aereogramme und The Unwinding Hours und arbeitete als Film- und Fernsehkomponist. Martin Doherty war Live-Mitglied bei The Twilight Sad. Mayberry zufolge besuchten Iain und Martin zusammen die Universität, wodurch sie sich schon eine ganze Weile kannten.
Mayberry hat einen Abschluss in Rechtswissenschaften, gefolgt von einem Master in Journalismus. Im Anschluss arbeitete sie einige Jahre als freischaffende Journalistin. Seit ihrer Kindheit spielt sie Klavier und seit dem Teenageralter Schlagzeug. Von 15 bis 22 spielte sie Schlagzeug in verschiedenen Bands. Vor Chvrches war Mayberry Mitglied zweier Glasgower Bands, Boyfriend/Girlfriend und Blue Sky Archives. In letzterer war sie Sängerin, Schlagzeugerin und Keyboarderin.
Cook hatte 2011 bereits eine EP von Blue Sky Archives produziert. Als er ein neues Projekt mit Doherty begann, bat er Mayberry auf den Demoaufnahmen zu singen. Cook, Mayberry und Doherty komponierten sieben oder acht Monate in einem Kellerstudio in Glasgow und entschieden sich, eine neue Band zu gründen, nachdem sich die Zusammenarbeit als erfolgreich herausgestellt hatte. Sie wählten den Namen Chvrches, mit einem römischen „v“, um Verwechslungen mit echten Kirchen bei Internet-Suchen zu vermeiden. Chvrches gaben ebenfalls an, dass der Bandname „keinen religiösen Hintergrund habe, sondern [sie] fanden, er klinge einfach cool.“

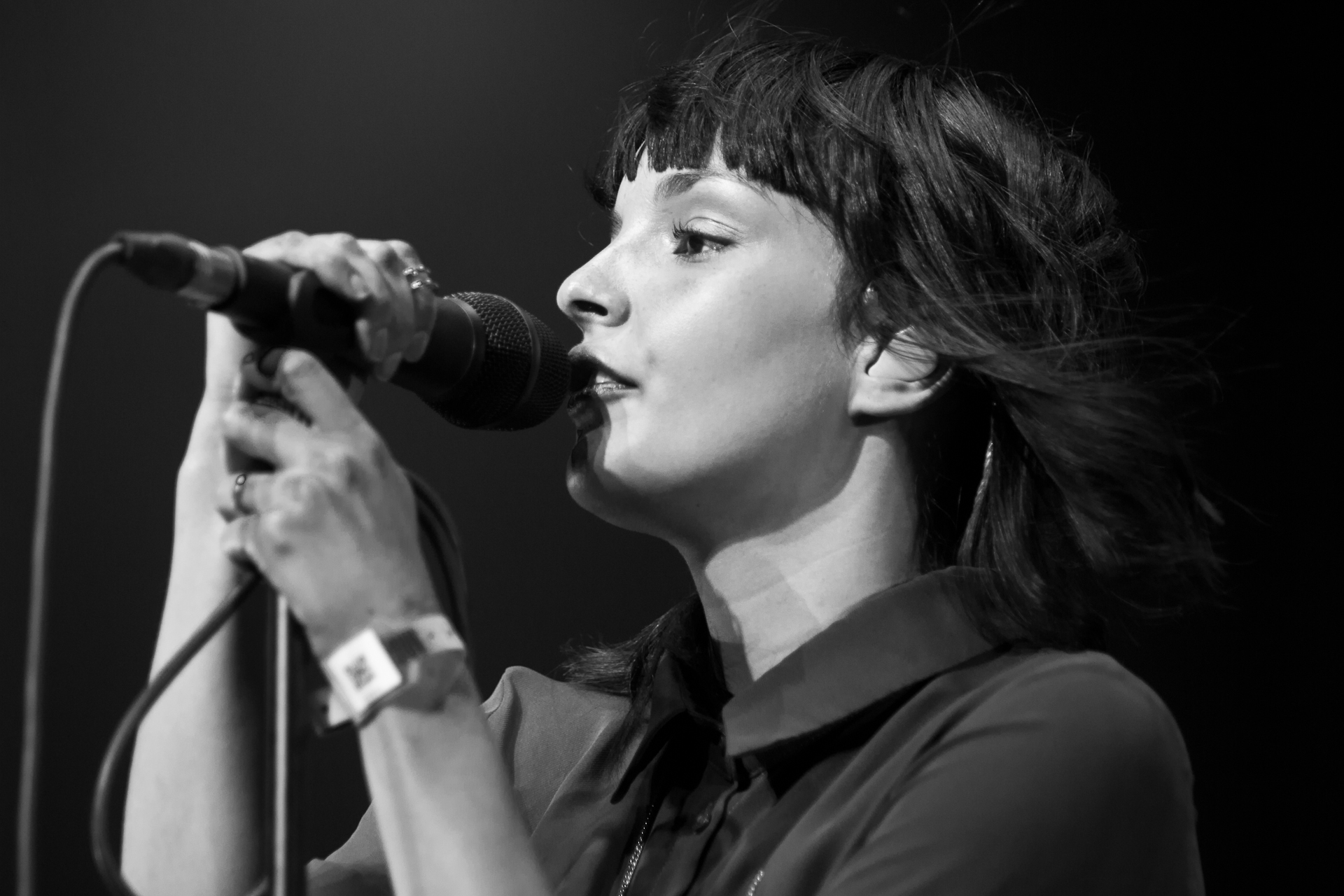
Lauren Mayberry auf dem Southside Festival (2014)

Im Mai 2012 stellten Chvrches ihren Song Lies vor, der als exklusiver Download auf der Seite des Neon-Gold-Labels zu finden war. Diese Single wurde gefolgt von The Mother We Share im September 2012.
Im Juni 2012 schrieb The Guardian über Chvrches als eine der Neuen Bands des Tages. Die Band belegte 2013 Platz 5 auf der BBC-Liste der vielversprechendsten Nachwuchs-Künstler.
Die BBC beschrieb die Debüt-Single The Mother We Share als „Elektro-Pop, der nur schimmert, wenn die Tränen von den Lautsprechern gewischt worden sind. The Mother We Share verursacht eine Art innerer Aufregung mit ihren zugänglichen und doch anspruchsvollen Synthesizer-Motiven, gelegen irgendwo zwischen Robyn und The Knife“. Die Single wurde an zwei Tagen geschrieben und aufgenommen. Lies war auf NME’s Best Tracks of 2012 auf Platz 28. The Mother We Share war auf Platz 51 der The Huffington Post Top 52 Songs des Jahres 2012.
Am 6. Februar 2013 stellten Chvrches ihre neue Single Recover vor. Diese wurde, gefolgt von der Recover EP, am 25. März 2013 in Großbritannien über das Label Goodbye/Virgin und am 26. März 2013 über das Label Glassnote veröffentlicht. 2013 wurde Chvrches als eine der Bands genannt, die man sich auf dem SXSW unbedingt ansehen müsste.
Am 14. Juni gab die Band ihr Debüt-Studioalbum The Bones of What You Believe offiziell bekannt, das am 23. September 2013 im Vereinigten Königreich und ansonsten am 24. September 2013 veröffentlicht wurde.
Am 19. Juni 2013 hatten Chvrches ihren ersten TV-Auftritt im US-amerikanischen Fernsehen, bei dem sie The Mother We Share in der Sendung Late Night with Jimmy Fallon spielten. Am 15. Juli 2013 veröffentlichten sie die Single Gun. Das Lied We Sink ist Teil des offiziellen Soundtracks von FIFA 14. The Mother We Share hingegen ist Teil des offiziellen Soundtracks von Forza Horizon 2.
Anfang 2015 kündigten Chvrches ihr zweites Album an. Every Open Eye erschien am 25. September 2015 über Virgin Records. Die Songs Leave a Trace, Never Ending Circles und Clearest Blue wurden im Vorfeld als Singles ausgekoppelt.
Am 13. Mai 2016 veröffentlichten Chvrches mit Warning Call den Titelsong für das Videospiel Mirror’s Edge Catalyst von Electronic Arts. Am 1. Oktober 2019 erschien Death Stranding für das gleichnamige Videospiel als Creditsong.
Am 25. Mai 2018 erfolgte die Veröffentlichung des dritten Studioalbums Love is Dead. Für das Album arbeitete Chvrches mit dem Musikproduzenten, Songwriter und Grammy-Preisträger Greg Kurstin zusammen. Als Singleauskopplungen erschienen im Vorfeld Get Out, My Enemy (featuring Matt Berninger) und Never Say Die. Als weitere Single erschien das Lied Miracle. Das Album erreichte unter anderem Platz 16 der deutschen Album-Charts und Platz 11 der US-amerikanischen Billboard 200.
Im November 2018 folgte die EP Hansa Session, die fünf Tracks aus ihrem dritten Studioalbum enthalten, die in den Berliner Hansa Studios im Frühjahr 2018 in Akustikversion mit Streichquartett-Arrangements neu eingespielt wurden.
Am 8. März 2019 erschien das Lied Here with Me, das in Zusammenarbeit mit dem US-amerikanischen DJ und Produzenten Marshmello entstand. Der Song konnte neben dem Einstieg in den britischen und Schweizer Single-Charts, auch eine Platzierung in den Top-10 der neuseeländischen Hitparade erreichen.

## Stil

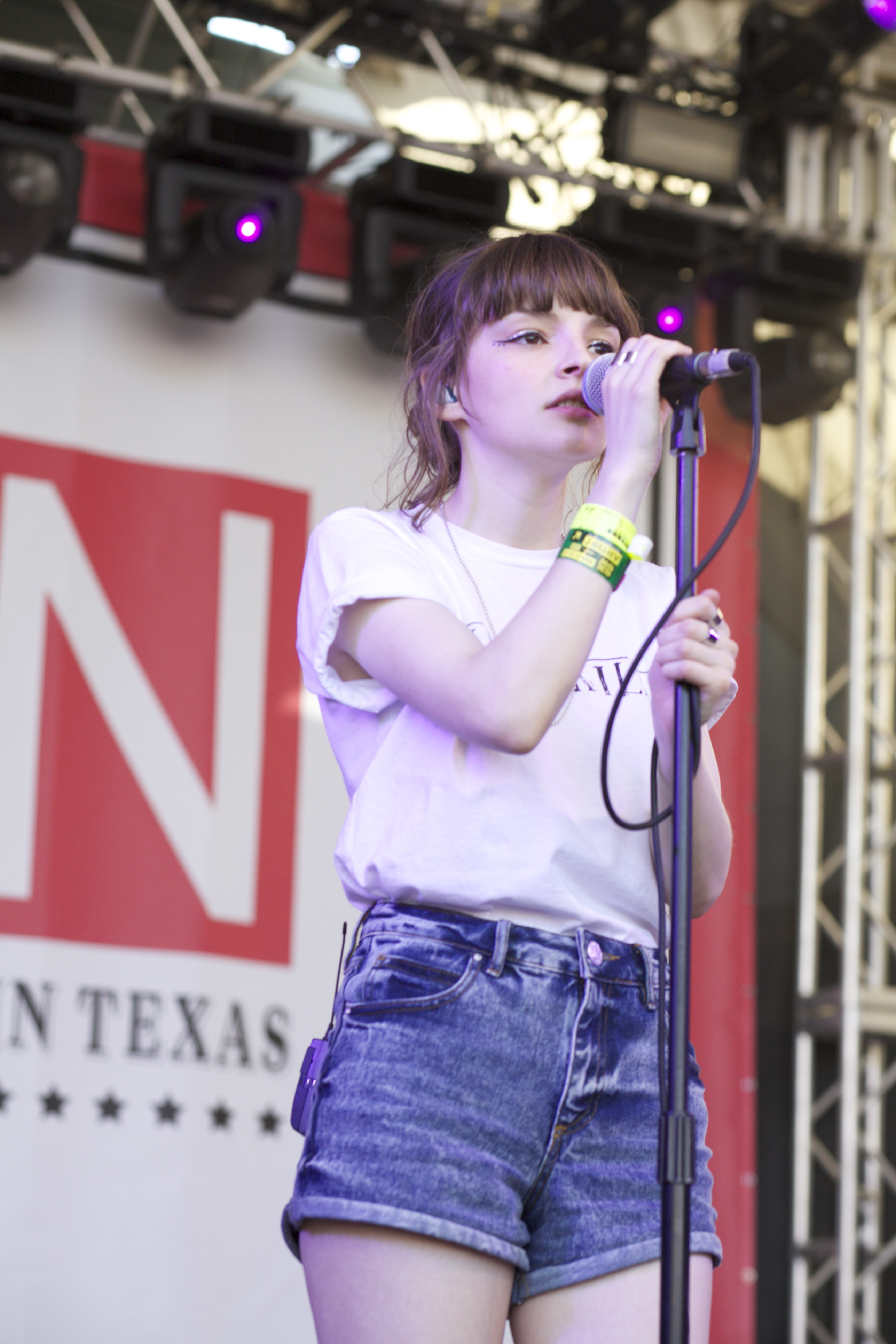
Chvrches bei SPIN Party, SXSW (2013)

Chvrches’ Musik-Stil wird gewöhnlich als Electronica oder Synth Pop beschrieben. Neon Gold beschrieb ihren Sound als „einen gottlosen Sturm kinetischer Pop-Energie“. Kitty Empire vom Observer schrieb, sie „machen zugänglichen Elektro-Pop, der einfach brillant ist“.
Chvrches wurde beeinflusst von Künstlern wie Prince, Tubeway Army, Robyn, Laurie Anderson, Orchestral Manoeuvres in the Dark, Cocteau Twins, Depeche Mode, Kate Bush und Elliott Smith. Die Band schrieb, nahm auf, mixte und masterte ihre ersten beiden Alben in einem Kellerstudio in Glasgow. Seit 2016 arbeitet die Band überwiegend in New York City.

## Tour
Bei Live-Auftritten übernimmt Mayberry den Gesang und spielt zeitweise Synthesizer; Cook spielt Synthesizer und manchmal Bass und übernimmt den Background-Gesang; Doherty spielt Synthesizer und Sampler und zusätzlich Background-Gesang; manchmal auch Lead-Gesang.
2012 und 2013 tourten Chvrches in verschiedenen Ländern in Europa (einschließlich ihrem Heimatland), USA und Kanada. Sie spielten auch auf verschiedenen Musik-Festivals wie SXSW, Field Day, Canadian Music Fest, Sasquatch!, The Great Escape, Firefly Music Festival, Pitch Festival und T in the Park.
Ihren ersten Auftritt in Deutschland hatten Chvrches am 19. April 2013 im Berliner Berghain. Unter dem Titel „Introducing“ folgte ab 11. Mai 2013 eine kleine, von Arte veranstaltete Tour, die die Band nach Köln, München, Hamburg, Berlin und Frankfurt führte.
Chvrches waren die Vorband für Discopolis, School of Seven Bells, Passion Pit, Two Door Cinema Club sowie Coldplay und unterstützten die Band Depeche Mode bei ausgewählten Auftritten auf der The Delta Machine Tour 2013.

Chvrches, Southside Festival 2023
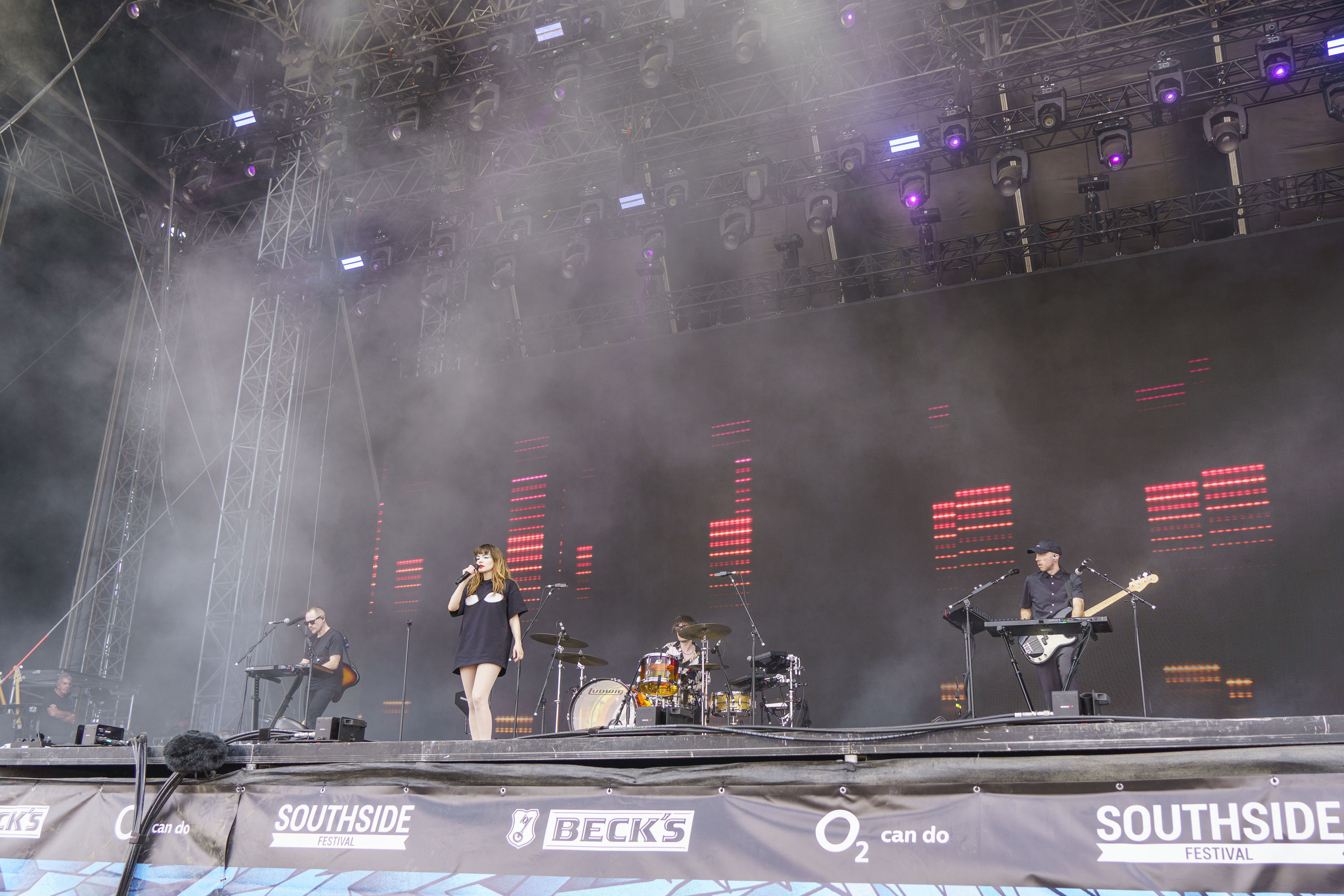
Chvrches
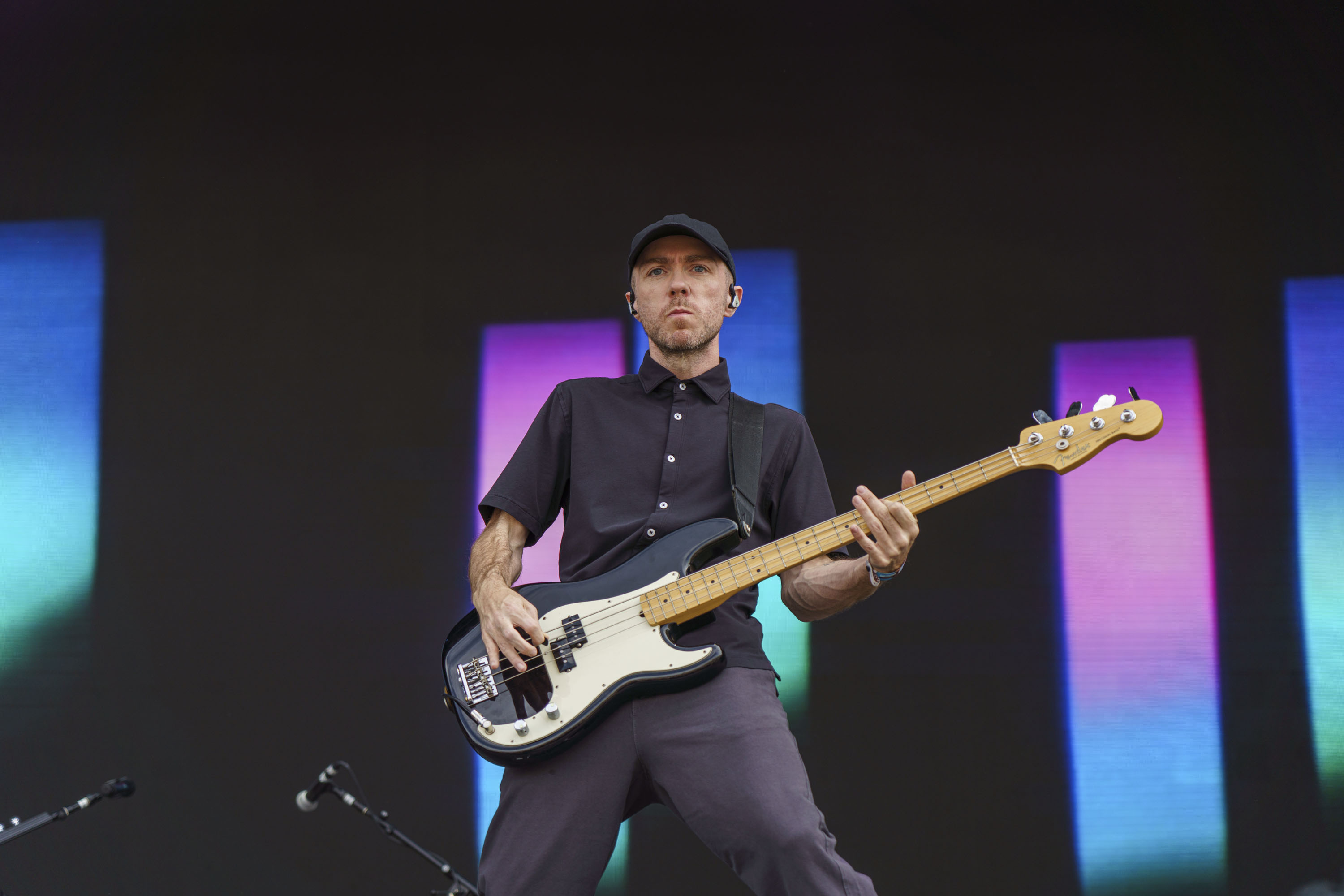
Martin Doherty
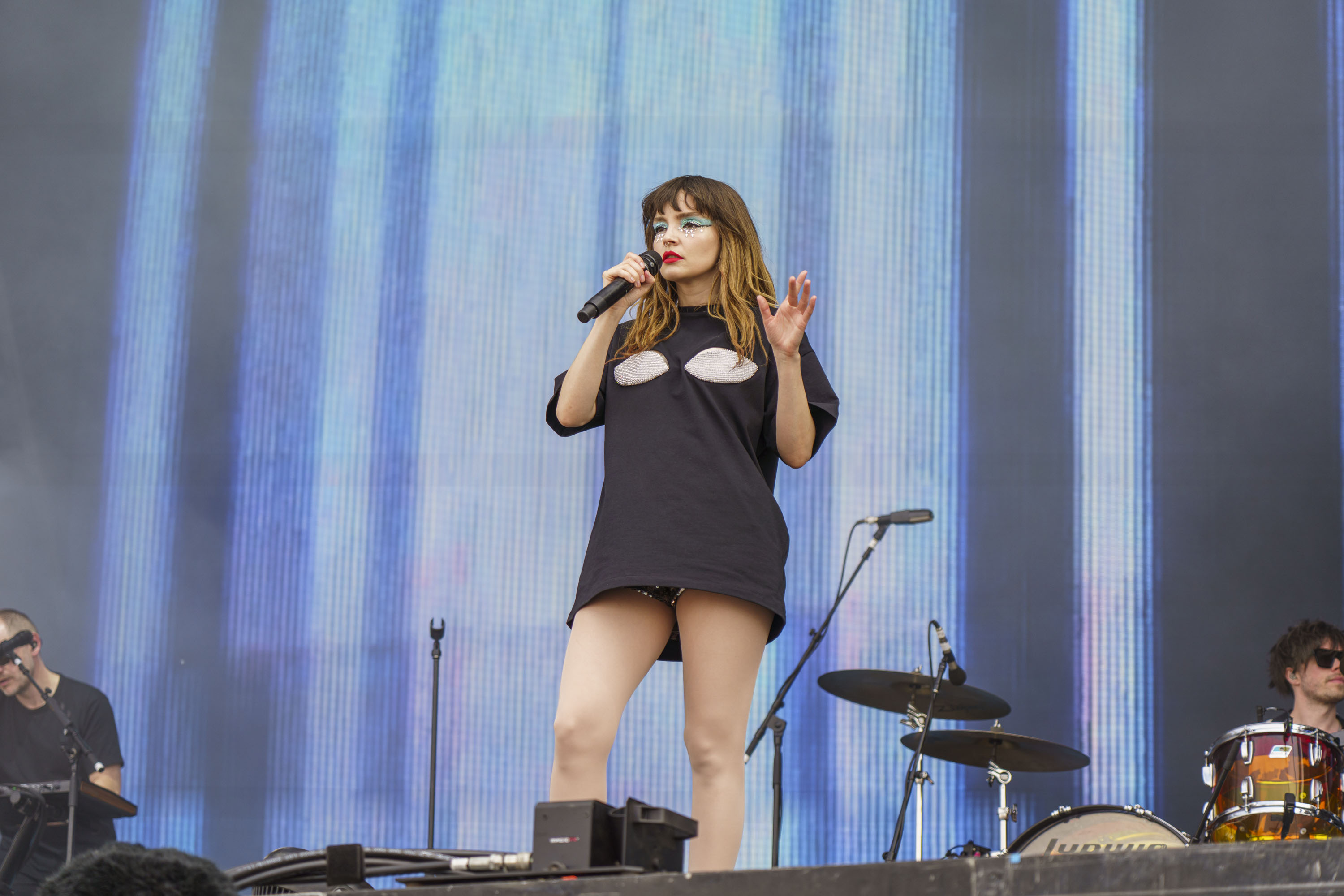
Lauren Mayberry
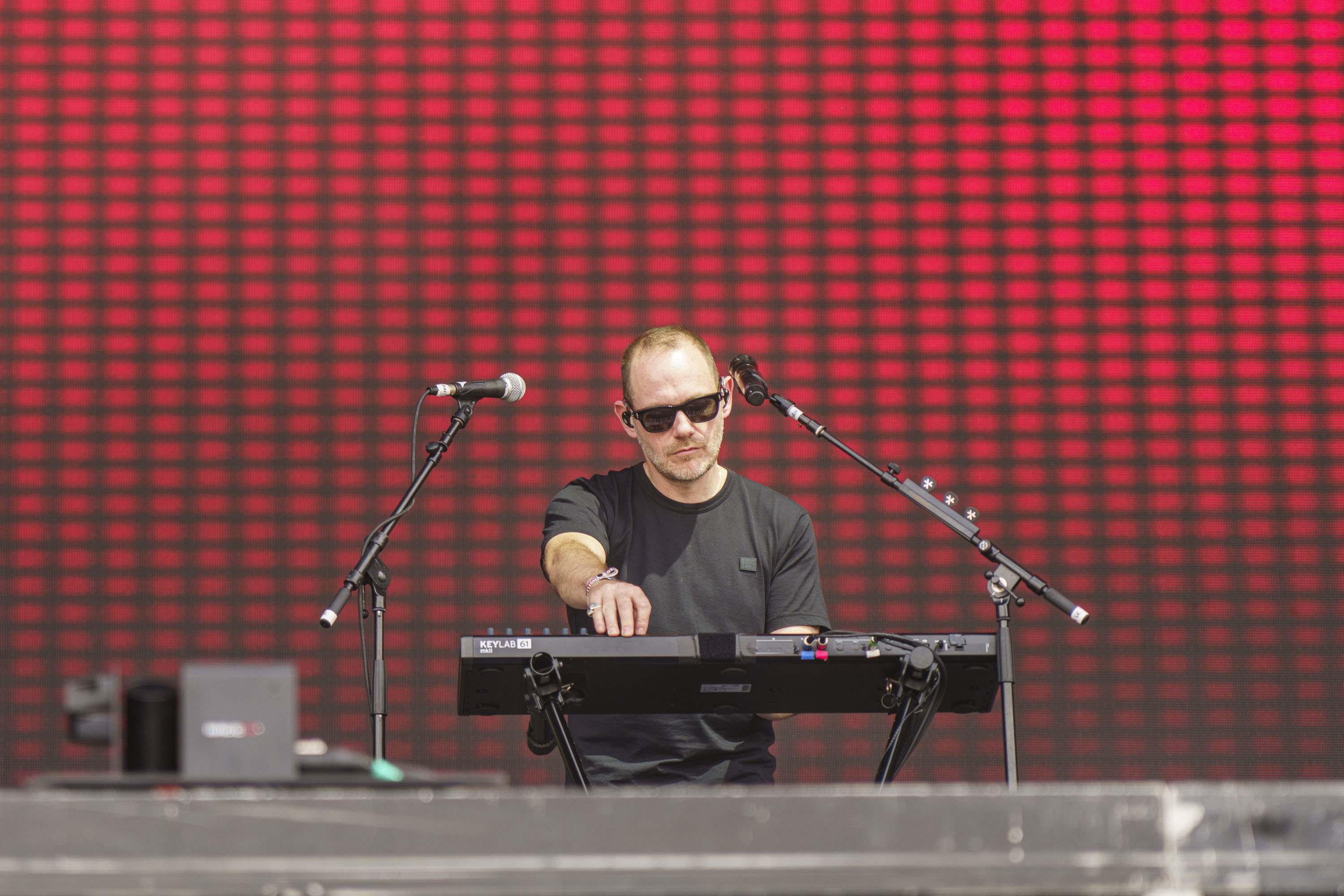
Iain Cook

## Diskografie

### Studioalben
| Jahr | Titel                         | Höchstplatzierung, Gesamtwochen, AuszeichnungChartplatzierungen (Jahr, Titel, Platzierungen, Wochen, Auszeichnungen, Anmerkungen) | Höchstplatzierung, Gesamtwochen, AuszeichnungChartplatzierungen (Jahr, Titel, Platzierungen, Wochen, Auszeichnungen, Anmerkungen) | Höchstplatzierung, Gesamtwochen, AuszeichnungChartplatzierungen (Jahr, Titel, Platzierungen, Wochen, Auszeichnungen, Anmerkungen) | Höchstplatzierung, Gesamtwochen, AuszeichnungChartplatzierungen (Jahr, Titel, Platzierungen, Wochen, Auszeichnungen, Anmerkungen) | Höchstplatzierung, Gesamtwochen, AuszeichnungChartplatzierungen (Jahr, Titel, Platzierungen, Wochen, Auszeichnungen, Anmerkungen) | Anmerkungen                                                  |
| Jahr | Titel                         | DE | AT | CH | UK | US | Anmerkungen                                                  |
| ---- | ----------------------------- | --- | --- | --- | --- | --- | ------------------------------------------------------------ |
| 2013 | The Bones of What You Believe | DE22 (3 Wo.)DE | AT18 (2 Wo.)AT | CH55 (1 Wo.)CH | UK9 Gold · (35 Wo.)UK | US12 (22 Wo.)US | Erstveröffentlichung: 23. September 2013 Verkäufe: + 100.000 |
| 2015 | Every Open Eye                | DE20 (2 Wo.)DE | AT24 (1 Wo.)AT | CH40 (2 Wo.)CH | UK4 Gold · (11 Wo.)UK | US8 (6 Wo.)US | Erstveröffentlichung: 25. September 2015 Verkäufe: + 100.000 |
| 2018 | Love Is Dead                  | DE16 (2 Wo.)DE | AT16 (1 Wo.)AT | CH27 (1 Wo.)CH | UK7 Silber · (5 Wo.)UK | US11 (2 Wo.)US | Erstveröffentlichung: 25. Mai 2018 Verkäufe: + 60.000        |
| 2021 | Screen Violence               | DE15 (1 Wo.)DE | AT19 (1 Wo.)AT | CH19 (1 Wo.)CH | UK4 (2 Wo.)UK | US31 (1 Wo.)US | Erstveröffentlichung: 27. August 2021                        |

### EPs
- 2013: Recover EP
- 2013: Chvrches EP
- 2013: Gun EP
- 2014: Under the Tide EP
- 2018: Hansa Session

### Singles
| Jahr | Titel Album                                       | Höchstplatzierung, Gesamtwochen, AuszeichnungChartplatzierungen (Jahr, Titel, Album, Platzierungen, Wochen, Auszeichnungen, Anmerkungen) | Höchstplatzierung, Gesamtwochen, AuszeichnungChartplatzierungen (Jahr, Titel, Album, Platzierungen, Wochen, Auszeichnungen, Anmerkungen) | Höchstplatzierung, Gesamtwochen, AuszeichnungChartplatzierungen (Jahr, Titel, Album, Platzierungen, Wochen, Auszeichnungen, Anmerkungen) | Höchstplatzierung, Gesamtwochen, AuszeichnungChartplatzierungen (Jahr, Titel, Album, Platzierungen, Wochen, Auszeichnungen, Anmerkungen) | Höchstplatzierung, Gesamtwochen, AuszeichnungChartplatzierungen (Jahr, Titel, Album, Platzierungen, Wochen, Auszeichnungen, Anmerkungen) | Anmerkungen                                                                         |
| Jahr | Titel Album                                       | DE | AT | CH | UK | US | Anmerkungen                                                                         |
| ---- | ------------------------------------------------- | --- | --- | --- | --- | --- | ----------------------------------------------------------------------------------- |
| 2012 | The Mother We Share The Bones of What You Believe | DE63 (8 Wo.)DE | — | — | UK38 Gold · (3 Wo.)UK | US— GoldUS | Erstveröffentlichung: 8. Oktober 2012 Verkäufe: + 775.000                           |
| 2013 | Recover The Bones of What You Believe             | DE55 (3 Wo.)DE | — | — | UK91 (1 Wo.)UK | — | Erstveröffentlichung: 22. Februar 2013                                              |
| 2013 | Gun The Bones of What You Believe                 | — | — | — | UK55 (1 Wo.)UK | — | Erstveröffentlichung: 14. Juni 2013                                                 |
| 2014 | Get Away Every Open Eye (Deluxe Edition)          | — | — | — | UK52 (1 Wo.)UK | — | Erstveröffentlichung: 2014                                                          |
| 2018 | Get Out Love Is Dead                              | — | — | — | UK82 (1 Wo.)UK | — | Erstveröffentlichung: 31. Januar 2018                                               |
| 2019 | Here with Me –                                    | DE49 Gold · (12 Wo.)DE | AT42 (14 Wo.)AT | CH62 (13 Wo.)CH | UK9 Platin · (18 Wo.)UK | US31 ×2Doppelplatin · (16 Wo.)US | Erstveröffentlichung: 8. März 2019 Marshmello feat. Chvrches; Verkäufe: + 3.285.000 |

Weitere Singles
- 2012: Lies
- 2014: We Sink
- 2014: Under the Tide
- 2015: Tether (vs. Eric Prydz)
- 2015: Leave a Trace
- 2015: Never Ending Circles
- 2015: Clearest Blue
- 2015: Empty Threat
- 2016: Warning Call
- 2016: Bury It (feat. Hayley Williams)
- 2018: My Enemy (feat. Matt Berninger)
- 2018: Never Say Die
- 2018: Miracle
- 2018: Out of My Head (feat. Wednesday Campanella)
- 2018: Graffiti
- 2021: He Said She Said
- 2021: How Not to Drown (feat. Robert Smith)

### Musikvideos
- 2013: Recover
- 2013: Gun
- 2013: The Mother We Share
- 2013: Lies
- 2014: We Sink
- 2014: Under the Tide
- 2015: Leave a Trace
- 2015: Empty Threat
- 2016: Bury It
- 2016: Clearest Blue
- 2018: Miracle
- 2018: Graffiti

### Remixes
- Ultraísta – Gold Dayzz (Chvrches Remix)
- St. Lucia – Before the Dive (Chvrches Remix)
- MS MR – Hurricane (Chvrches Remix)
- SOAK – Blud (Chvrches Remix)

## Auszeichnungen für Musikverkäufe
| Goldene Schallplatte - Australien - 2018: für die Single Leave a Trace - 2020: für die Single Miracle - 2020: für die Single The Mother We Share - 2021: für die Single Recover - 2024: für die Single Clearest Blue - Belgien - 2019: für die Single Here with Me - Dänemark - 2020: für die Single Here with Me - Italien - 2019: für die Single Here with Me - Japan - 2023: für das Streaming Here with Me - Kanada - 2018: für die Single The Mother We Share - Polen - 2021: für die Single Here with Me | Platin-Schallplatte - Australien - 2019: für die Single Here with Me 2× Platin-Schallplatte - Brasilien - 2024: für die Single Here with Me - Kanada - 2019: für die Single Here with Me - Neuseeland - 2024: für die Single Here with Me |

Anmerkung: Auszeichnungen in Ländern aus den Charttabellen bzw. Chartboxen sind in ebendiesen zu finden.
| Land/RegionAuszeichnungen für Musikverkäufe (Land/Region, Auszeichnungen, Verkäufe, Quellen) | Silber  | Gold       | Platin       | Verkäufe  | Quellen             |
| -------------------------------------------------------------------------------------------- | ------- | ---------- | ------------ | --------- | ------------------- |
| Australien (ARIA)                                                                            | —       | 5× Gold5   | Platin1      | 245.000   | aria.com.au         |
| Belgien (BRMA)                                                                               | —       | Gold1      | —            | 20.000    | ultratop.be         |
| Brasilien (PMB)                                                                              | —       | —          | 2× Platin2   | 80.000    | pro-musicabr.org.br |
| Dänemark (IFPI)                                                                              | —       | Gold1      | —            | 45.000    | ifpi.dk             |
| Deutschland (BVMI)                                                                           | —       | Gold1      | —            | 200.000   | musikindustrie.de   |
| Italien (FIMI)                                                                               | —       | Gold1      | —            | 25.000    | fimi.it             |
| Japan (RIAJ)                                                                                 | —       | Gold1      | —            | —         | riaj.or.jp          |
| Kanada (MC)                                                                                  | —       | Gold1      | 2× Platin2   | 200.000   | musiccanada.com     |
| Neuseeland (RMNZ)                                                                            | —       | —          | 2× Platin2   | 60.000    | radioscope.co.nz    |
| Polen (ZPAV)                                                                                 | —       | Gold1      | —            | 25.000    | olis.pl             |
| Vereinigte Staaten (RIAA)                                                                    | —       | Gold1      | 2× Platin2   | 2.500.000 | riaa.com            |
| Vereinigtes Königreich (BPI)                                                                 | Silber1 | 3× Gold3   | Platin1      | 1.260.000 | bpi.co.uk           |
| Insgesamt                                                                                    | Silber1 | 16× Gold16 | 10× Platin10 |           |                     |

## Preise und Nominierungen
| Jahr | Organisation       | Preis                                                                                  | Ergebnis |
| ---- | ------------------ | -------------------------------------------------------------------------------------- | -------- |
| 2012 | BBC Sound of 2013  | Sound of 2013                                                                          | Fünfter  |
| 2013 | South by Southwest | Inaugural Grulke Prize (for Developing Non-US Act) at South by Southwest               | Gewinner |
| 2013 | popjustice.com     | “Twenty Quid Music Prize” for best British pop single of the year: The Mother We Share | Gewinner |